# تورنکومب
تورنکومب (به انگلیسی: Thorncombe) یک روستا و محله مدنی در بریتانیا است که در West Dorset واقع شده‌است. تورنکومب ۶۸۷ نفر جمعیت دارد.